# Mohammad Mohebi
Mohammad Mohebi (en persan : محمد محبی) est un footballeur iranien né le 20 décembre 1998 à Bouchehr. Il joue au poste d'ailier gauche au FK Rostov.

## Biographie

### En club
Il fait ses débuts avec le Sepahan Ispahan en championnat contre son club formateur, le Shahin Bushehr. Il se met en évidence en inscrivant le premier but du match.

### En sélection
Il reçoit sa première sélection en équipe d'Iran le 10 octobre 2019, contre le Cambodge, lors des Éliminatoires de la Coupe du monde de football 2022. Il s'illustre en marquant deux buts et en délivrant deux passes décisives. Son équipe l'emporte sur le score fleuve de 14-0.